# 海軍記念館
海軍記念館（かいぐんきねんかん）は、京都府舞鶴市に所在する海上自衛隊舞鶴基地にある展示施設。

## 概要
海軍記念館は、自衛隊員の教育に資することを目的として1964年（昭和39年）5月27日に舞鶴地方総監部大講堂（旧海軍機関学校大講堂）の一部を利用して設置された。1901年（明治34年）に舞鶴の地に鎮守府が設置され、初代司令長官に赴任した東郷平八郎元帥に関する資料の他に、旧日本海軍の資料が約500点展示されている。
なお、土日祝日の10時から15時に一般公開されるが、団体は事前に申し込みが必要である。

## アクセス
- JR舞鶴線・東舞鶴駅より京都交通中舞鶴経由西舞鶴行きに乗車、造船所前バス停で下車し約3分。

## 施設概要
- 公開時間
  - 土・日・祝日の午前10時～午後3時

- 駐車場
  - なし。(近隣の市営駐車場を利用)

## 周辺の名所・文化施設・祭事
- 舞鶴赤レンガ倉庫群（12棟の煉瓦倉庫群）
  - 赤れんが博物館
  - 舞鶴市政記念館
  - まいづる智恵蔵
- 夕潮台公園
- 赤れんがフェスタ（10月）
- 舞鶴引揚記念館